# Janez Pelko
Janez Pelko, slovenski fotograf, elektrotehnik, gorski kolesar in član kultne zasedbe Ensemble Ankaran * 29. julij 1968, Kranj je najbolj znan po upodabljanju portretov in ženskih aktov, ustvarjanju infrardečih pokrajin, koncertnih reportaž in eksperimentalne fotografije. 
Sodeloval je na mnogih skupinskih razstavah doma in po svetu in priredil več kot 30 samostojnih. V devetdesetih letih je sodeloval z Gorenjskim glasom in občasno tudi z drugimi tiskanimi mediji. V zadnjem času se posveča predvsem avtorski fotografiji, sodeluje z glasbeniki in predava na fotografskih delavnicah. 
Je samouk, ki uporablja različne pristope in tehnike in ob uporabi digitalnih tehnologij ostaja zvest črnobelemu filmu različnih formatov. 
V zadnjem času je njegovo primarno orodje Camera obscura.